# Orra White Hitchcock
Orra White Hitchcock (South Amherst, Massachusetts, 8 de marzo de 1796 - 26 de mayo de 1863) fue una de las primeras mujeres ilustradoras, artistas botánicas y científicas de Estados Unidos, conocida por ilustrar los trabajos científicos de su marido, el geólogo Edward Hitchcock (1793–1864) y  por su propia obra artística y científica.

## Trayectoria
Nació en una próspera familia de granjeros (Jarib y Ruth Sherman White) en South Amherst, Massachusetts. Fue educada por un tutor y en dos escuelas para señoritas, demostró ser una niña prodigio en numerosas materias científicas y clásicas, y se mostró muy prometedora en dibujo y pintura. De 1813 a 1818 enseñó ciencias naturales, bellas artes y artes decorativas a niñas en la Academia Deerfield. Su formación inicial la basó tanto en la ciencia como en el arte, y se la ha llamado la "mujer artista más antigua y más publicada" del valle del río Connecticut.
El 31 de mayo de 1821, se casó con el geólogo Edward Hitchcock, director de la Academia Deerfield, ministro, profesor y tercer presidente del Amherst College. El arte de Hitchcock fue fundamental para el trabajo de su marido. Realizó cientos de ilustraciones para las publicaciones científicas de Edward Hitchcock, incluidos paisajes detallados del valle del río Connecticut para sus volúmenes de estudios geológicos de Massachusetts y gráficos personalizados que ilustraban sus descubrimientos locales y sus conferencias en el aula. Además, realizó dibujos detallados de flores y pastos nativos y pequeñas acuarelas precisas de pequeños hongos locales. Su trabajo es una crónica enfocada en el tiempo del pintoresco, botánico y geológicamente diverso valle del río Connecticut en el oeste de Massachusetts. Fue una científica por derecho propio y tenía la reputación contemporánea de ser una de las “naturalistas más distinguidas” del valle.

## Herbarios pintados
Entre 1817 y 1821 Hitchcock y su esposo recolectaron plantas nativas para un herbario convencional. Al mismo tiempo, creó un álbum de acuarelas de 64 páginas de aproximadamente 175 especímenes de flores y pastos locales para su Herbarium parvum, pictum. Este herbario pintado se encuentra en los Archivos de la Academia Deerfield.
En el verano y el otoño, creó un pequeño álbum de acuarelas de hongos y líquenes nativos, Fungi selecti picti. Edward Hitchcock etiquetó y catalogó los especímenes. Este álbum pintado se encuentra en los Archivos de Smith College ; un facsímil ha sido publicado por Mortimer Rare Book Collection, Smith College.

## Paisajes e ilustraciones geológicas

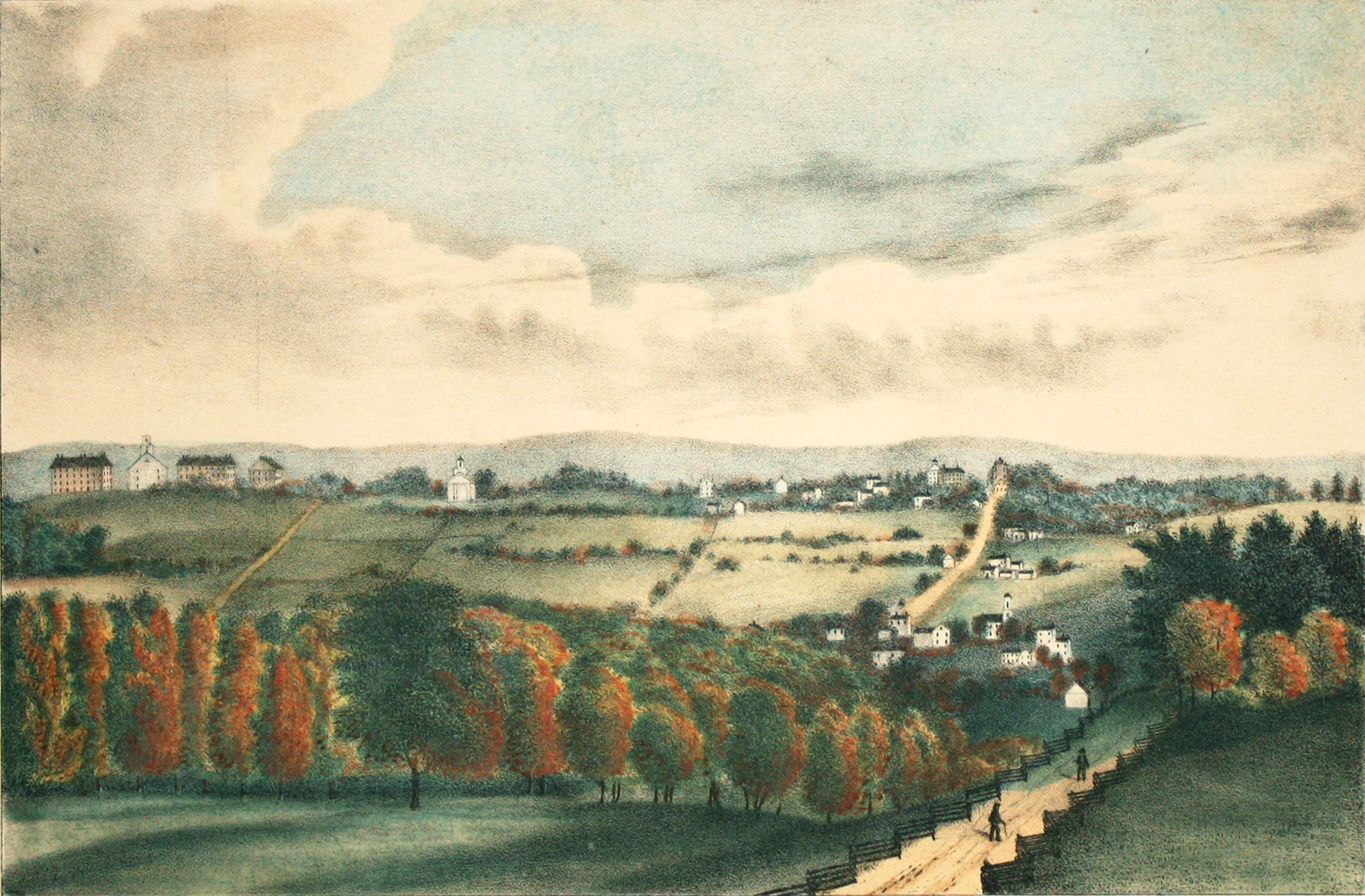
Paisaje otoñal, una vista del paisaje de Amherst

Realizó dibujos para más de 200 láminas y 1000 ilustraciones xilográficas para las publicaciones profesionales de su marido. Los temas incluyeron paisajes, estratos geológicos, especímenes y otros. Los más conocidos aparecen en las obras fundamentales de su esposo, el Report on the Geology, Mineralogy, Botany, and Zoology of Massachusetts de 1833 y su sucesor, el Final Report de 1841 elaborado cuando era geólogo del Estado. Para la edición de 1833, Pendleton's Lithography (Boston) litografió nueve de sus dibujos del valle del río Connecticut y los imprimió como planchas para la obra. En 1841, BW Thayer and Co., litógrafos (Boston) imprimieron litografías revisadas y una placa adicional. La plancha coloreada a mano "Paisaje otoñal. Vista en Amherst"  es su obra más vista.

## Dibujos en el aula
Entre 1828 y la década de 1840, realizó cientos de grandes y espectaculares gráficos para el aula tanto de secciones geológicas, como bestias prehistóricas (como el Megatherium), fósiles y huellas icnológicas (más tarde llamadas dinosaurios). Copiaba ilustraciones científicas de obras contemporáneas y hacía ilustraciones originales de las nuevas ideas o descubrimientos de su marido, como las ornithichnitas, que consideraba "ayudas indispensables" para sus conferencias. Los Archivos y Colecciones Especiales de Amherst College conservan una amplia colección de gráficos de aula.

## Otros trabajos
El primer dibujo documentado que se publicó es un artículo de su marido de 1818 en la revista Port Folio. En raras ocasiones, creó ilustraciones para otros científicos. El último trabajo documentado de Hitchcock fueron sus ilustraciones simbólicas para las Conferencias religiosas sobre fenómenos peculiares en las cuatro estaciones de su marido, que incluían una representación emblemática de la primavera y un arco iris estilizado.
Crio a 6 hijos supervivientes, les enseñó arte y ciencia y fue la compañera de Edward Hitchcock en sus empresas científicas. Viajó con su marido por los Estados Unidos, Inglaterra y Europa (en 1850). Es la madre del geólogo Charles Henry Hitchcock (1836–1919) y del pionero de la educación física y la higiene Edward Hitchcock, Jr. (1828–1911).
En la dedicatoria de The Religion of Geology, Edward reconoció la contribución esencial de su esposa a su obra, citando sus dibujos como más poderosos que su pluma.
Murió a los 67 años el 26 de mayo de 1863 de tisis.
Aunque no era una profesional capacitada, su intelecto científico y su capacidad artística para transcribir visualmente los principios científicos clave y los fenómenos naturales, la flora y la fauna le permitieron realizar importantes contribuciones a la comprensión de la geología y la botánica en la primera mitad del siglo XIX en Estados Unidos.
Si bien existen ilustraciones publicadas, solo sobrevive una pequeña cantidad de sus obras originales. Los Archivos y Colecciones Especiales de Amherst College cuentan con la documentación más extensa de su vida y obra, en los Documentos de Edward y Orra White Hitchcock y copias de todas las publicaciones científicas de Edward Hitchcock.

## Exposiciones
El Museo de Arte Mead en Amherst College celebró la primera gran exposición retrospectiva de su obra en 2011, "Orra White Hitchcock (1796-1863): An Amherst Woman of Art and Science", con catálogo. En 2018, se presentó una exposición individual de su trabajo en el American Folk Art Museum, titulada Charting the Divine Plan: The Art of Orra White Hitchcock (1796–1863).

## Principales obras ilustradas
- Artículo de Edward Hitchcock en el American Journal of Science
- Edward Hitchcock, Informe sobre Geología, Mineralogía, Botánica y Zoología de Massachusetts, (Amherst, Mass.: JS & C. Adams, 1833).
- Edward Hitchcock, Informe final sobre geología, mineralogía, botánica y zoología de Massachusetts, (Amherst, Mass.: JS & C. Adams; Northampton, Mass.: JH Butler, 1841).
- Edward Hitchcock, Bosquejo del paisaje de Massachusetts. Con placas del informe geológico del Prof. hitchcock, (Northampton, Mass.: JH Butler, 1842).
- Edward Hitchcock. Conferencias religiosas sobre fenómenos peculiares en las cuatro estaciones (Amherst, Mass.: JS & C. Adams, 1850).

## Otras lecturas
- Daria D'Arienzo, "The Union of the Beautiful with the Useful:  Through the Eyes of Orra White Hitchcock", The Massachusetts Review, 51:2 (verano de 2010): 294-344.
- Robert L. Herbert y Daria D'Arienzo, Orra White Hitchcock (1796-1863): An Amherst Woman of Art and Science, (Amherst, Mass.: Mead Art Museum y University Press of New England, 2011).
- Jordan D. Marche y Theresa A. Marche, "A ‘Distinct Contribution’:  Gender, Art and Scientific Illustration in Antebellum America,", <i id="mwxQ">Isis</i> 89 (1998): 31-652.
- Orra White Hitchcock 1796-1863: una exposición celebrada en la Galería Charles P. Russell, Deerfield Academy, ed. Christina M. Cohen, (Deerfield, Mass., 1991).
- Orra White Hitchcock, A Woman of Amherst: The Travel diaries of Orra White Hitchcock, 1847 and 1850, transcrito, editado y anotado por Robert L. Herbert, (Bloomington, Indiana: iUniverse, Inc., 2008).
- Eugene C. Worman, "The Watercolors and Prints of Orra White Hitchcock,", <i id="mwzg">AB Bookman's Weekly</i>, 83 (13 de febrero de 1989): 646-668.
- Orra White Hitchcock, Fungi selecti picti, 1821 . Con una introducción de Robert L. Herbert. (Northampton, Mass.: Bibliotecas Smith College, 2011. )